# Mancomunidad de Municipios del Agua del Bierzo

Escudo de la Mancomunidad de Municipios del Agua del Bierzo.

 La Mancomunidad de Municipios del Agua del Bierzo, anteriormente Mancomunidad de Municipios de la Comarca de Ponferrada, es un ente público que fue creado por los municipios de Arganza, Cabañas Raras, Cacabelos, Camponaraya, Carracedelo, Cubillos del Sil, Ponferrada (que actualmente ha abandonado la entidad) y Sancedo. Dentro de la comarca del Bierzo Bajo, no se han integrado Villafranca del Bierzo, Toral de los Vados,  Priaranza del Bierzo, Borrenes y Carucedo.  En el momento de la fundación de esta entidad se estableció la posibilidad a otros municipios de adherirse conforme a lo recogido en sus Estatutos y al procedimiento indicado en la Ley 1/ 1998, del 4 de junio del Régimen Local de Castilla y León.
Ha mantenido su sede en Ponferrada, en el barrio de Fuentesnuevas en la Avda. de Galicia, 369.
Su escudo, coronado, se compone por un fondo amarillo sobre el que aparece una vieira que ocupa la parte principal (representando el Camino de Santiago como símbolo de la comunicación entre los municipios que la forman), debajo de ella ocho estrellas (el número de miembros existente en el momento de su adopción) rodeando la parte inferior de la viera, y cuatro ondulaciones en blanco sobre fondo azul que representan el agua.
Los siete ayuntamientos que componen la Mancomunidad de Municipios del Agua del Bierzo se extienden por el sureste y centro de El Bierzo, ocupan la mayor parte de la hoya berciana (la parte más profunda de la hoya tectónica que forma la región de El Bierzo) extendiéndose por unos 560 km² de los 2.954,8 que forman el ámbito del Consejo Comarcal del Bierzo, o sea, la sexta parte de su territorio.
Fue creada el 7 de marzo de 1969 por decisión del Consejo de Ministros  siendo una de las primeras instituciones de este tipo que se crean en España, siendo considerada un germen de las organizaciones supra municipales que se crearon con la llegada de la democracia (comunidades autónomas, comarcas, consejos generales, etc.) teniendo personalidad jurídica propia y una demarcación territorial de actuación delimitada, rompiendo con el régimen centralizador establecido desde las Cortes de Cádiz de 1833 con 4 objetivos principales que recogen sus estatutos:
- 1.	Ejecutar obras de abastecimiento de agua potable a las localidades pertenecientes a los municipios señalados, así como las obras de alcantarillado y saneamiento de sus núcleos de población.
- 2.	Instalar y adquirir un servicio común de extinción de incendios.
- 3.	Crear un servicio y realizar comunicaciones intermunicipales.
- 4.	Promover e impulsar el desarrollo industrial, agrario y docente de la comarca.

En el momento de su fundación, se recurrió al nombre de Comarca de Ponferrada en vez de Comarca del Bierzo Bajo (comarca tradicional) vino dado por la falta de esos cuatro municipios del Bierzo Bajo a los que se hacía mención anteriormente y al ser Ponferrada el municipio de mayor población y capital administrativa de El Bierzo llevó a su extensión en la denominación.
En el otoño de 2008 el municipio de Ponferrada mostró su voluntad de abandonar la Mancomunidad, decisión que se produjo poco tiempo después y que motivó el cambio en el nombre de este organismo.